# بژژنو
بژژنو (به لهستانی:  Brzeżno) یک روستا در لهستان است که در گمینا بژژنو واقع شده‌است. بژژنو ۹۷۰ نفر جمعیت دارد.